# Saidi Omar bin Saidi Houssein
Saidi Omar bin Saidi Houssein (arabisch, auch le sultan vert – „Der Grüne Sultan“; geb. ~ 1815; gest. 1892) war Sultan von Anjouan. Er gehörte zum Clan der El Maceli, aus dem zahlreiche Sultane der Insel hervorgingen; sein Großvater war beispielsweise Abdallah I., Abdallah III. sein Cousin. Er heiratete vier Frauen, darunter Fatima Soudi bint Abderremane (Djoumbé Fatima), die Königin von Mohéli, sowie eine Tochter von Saïd Achmet dem Sultan von Bambao. Wie auch Abdallah III. stand Said Omar der Gründung eines Französischen Protektorats positiv gegenüber. Er hoffte dadurch auf eine Befriedung der Region.
1840 wurde er Wesir von Salim bin Alawi. 1841 verhandelte er mit Frankreich um eine Unterstützung für die Nachfolge seines Schwiegervaters Saïd Achmet im Sultanat von Bambao, im Gegenzug gegen den Erwerb von Mayotte in Dzaoudzi. Damit wurde es Frankreich möglich das Protektorat auf Grande Comore zu planen. Acht Jahre später erhielt er dafür den Grand-croix de chevalier de la Légion d’Honneur (1883). Damit war er der erste Komorer, der diese Auszeichnung erhielt. 1890 wurde er von Frankreich als Sultan von Anjouan anerkannt.